# Sigourney Weaver
Susan Alexandra Weaver (sinh ngày 8 tháng 10 năm 1949), thường được biết đến với nghệ danh Sigourney Weaver, là một nữ diễn viên người Mỹ. Ra mắt lần đầu tiên với một vai diễn nhỏ trong Annie Hall (1977), bà nhanh chóng nhận được sự chú ý đặc biệt với vai nữ chính đầu tiên của mình là nhân vật Ellen Ripley trong phần đầu của loạt phim Alien, và 4 phần tiếp theo sau đó Aliens 2 (1986), Alien 3 (1992), và Alien Resurrection (1997). Bà còn được biết đến với vai diễn nổi bật trong hai bộ phim ăn khách khác là Ghostbuster II (1989), và Avatar.
Sigourney Weaver được đề cử giải Drama Desk Award cho vai diễn Off-Broadway 1980 Das Lusitania Songspiel, và nhận đề cử giải Tony Award cho vai diễn Broadway 1984 Hurly Burly. Bảy lần được đề cử Giải Quả cầu vàng, bà thắng cả hai hạng mục Nữ chính xuất sắc nhất và Nữ phụ xuất sắc nhất với sự đóng góp của bà trong 2 bộ phim Gorillas in the Mist và Working Girl (cùng năm 1988), trở thành người đầu tiên thắng hai Giải Quả cầu vàng hạng mục diễn xuất trong cùng một năm. Bà cũng nhận được đề cử Giải Oscar cho hai bộ phim này.
Với vai diễn trong phim The Ice Storm (1997), bà thắng giải BAFTA hạng mục nữ phụ xuất sắc nhất. Bên cạnh đó, bà còn nhận được 3 đề cử Giải Emmy và thắng 2 Giải Sao Thổ.
Weaver được đặt biệt danh "Nữ hoàng phim khoa học viễn tưởng" do đóng góp rộng lớn của bà cho dòng phim này.Những bộ phim nổi tiếng khác của bà bao gồm Galaxy Quest (1999), Futurama (2002), WALL-E (2008), Paul (2011), The Cabin in the Woods (2012), Finding Dory, and A Monster Calls (cùng năm 2016). Bà trở lại sân khấu Broadway năm 2013 với vai diễn trong Vanya and Sonia and Masha and Spike. Weaver diễn xuất Alexandra Reid, nhân vật đối trọng với nhân vật chính, trong phim The Defenders được ra mắt vào 18 tháng 8 năm 2017.

## Xuất thân
Sigourney Weaver sinh ra tại Manhattan, New York City, con gái duy nhất của Elizabeth Inglis (née Desiree Mary Lucy Hawkins; 1913 - 2007), nữ diễn viên, và Sylvester "Pat" Weaver (1908 - 2002), sáng lập đồng thời là giám đốc đài truyền hình NBC. Chú của bà, Doodles Weaver (1911 - 1983), là diễn viên hài kịch và diễn viên trong phim. Mẹ của bà là người Anh, đến từ Colchester, Essex, và cha của bà là người Mỹ có tổ tiên người Anh, Xcốt-len, và Hà Lan, bao gồm họ hàng ở New England. Weaver bắt đầu sử dụng tên "Sigourney Weaver" năm 1963 sau một vai diễn nhỏ (Mrs. Sigourney Howard, dì của Jordan Baker) trong chương 3 của tiểu thuyết Gatsby vĩ đại của F. Scott Fitzgerald.
Weaver theo học ở Ethel Walker School, một trường dự bị dành cho nữ ở Simsbury, Connecticut. Bà cũng theo học The Chapin School và The Brearley School. Bà được báo cáo đạt chiều cao 179 cm khi 14 tuổi, và bà chỉ cao thêm 1 inch tới khi đạt chiều cao khi trưởng thành là 182 cm. Năm 1967, khi bà 18 tuổi, Weaver đến Israel và tham gia tình nguyện ở các khu định cư trong vài tháng.
Weaver theo học Sarah Lawrence College. Năm 1972 bà tốt nghiệp với chứng chỉ B.A chuyên ngành tiếng Anh tại đại học Stanford, nơi bà bắt đầu tham gia diễn xuất khi sống trong cộng đồng nữ sinh Beta Chi ở Stanford dành cho biểu diễn nghệ thuật. Weaver đạt được chứng chỉ diễn xuất nghệ thuật tại Yale University School of Drama năm 1974, tại đây bà xuất hiện trong dàn hợp xướng phiên bản ca nhạc của bộ phim The Frog của Stephen Sondheim, bà còn xuất hiện trong một tác phẩm khác trong vai một người lính Roman, tác phẩm có sự tham gia của Meryl Streep. Weaver sau đó diễn xuất trong vở kịch của một người bạn đồng thời là bạn cùng lớp Christopher Durang. Bà sau đó xuất hiện trong tác phẩm hài kịch Off-Broadway Therapy năm 1981, được đạo diễn bởi đạo diễn triển vọng Jerry Zarks.

## Sự nghiệp
Vai diễn đầu tiên của Weaver trên phim thường được cho là trong bộ phim Annie Hall (1977) của Woody Allen, diễn một vai nhỏ cùng với Allen. 2 năm sau, Weaver xuất hiện trong vai Sĩ Quan/Trung úy Ellen Ripley trong bộ phim bom tấn của Ridley Scott, Quái vật ngoài hành tinh (1979), vai diễn chính ban đầu dành cho Veronica Cartwright.
Bà lặp lại vai diễn này trong 3 phần tiếp theo của series phim Quái vật ngoài hành tinh Aliens, Alien 3 và Alien Resurrection. 
Trong phần thứ hai Aliens đạo diễn bởi James Cameron, nhà phê bình Roger Ebert viết, "Weaver, người xuất hiện hầu hết trong mọi cảnh phim, có màn trình diễn mạnh mẽ và đầy cảm xúc: Cô ấy chính là sợi chỉ kết nối mọi thứ lại với nhau." Bà tiếp nối thành công của phim Alien khi xuất hiện cùng với Mel Gibson trong The Year of Living Dangerously và nhận được những phê bình tích cực, và một vai diễn khác của bà là nhân vật Dana Barrett trong Ghostbusters và Ghostbusters II.
Vào những năm cuối thập kỉ, Weaver xuất hiện trong 2 trong số những màn trình diễn đáng nhớ và được ca ngợi nhiều nhất của bà. Năm 1988, bà diễn xuất Dian Fossey trong phim Gorillas in the Mist. Cùng năm đó, bà xuất hiện bên cạnh Harrison Ford với vai nữ phụ Katharine Parker trong phim Working Girl. Weaver thắng 2 Giải Quả cầu vàng hạng mục nữ chính và nữ phụ xuất sắc nhất cho hai vai diễn trong năm đó. Bà nhận được 2 đề cử Giải Oscar trong năm 1988, hạng mục nữ chính xuất sắc nhất với vai diễn trong Working Girl và nữ phụ xuất sắc nhất trong Gorillas in the Mist, khiến bà trở thành một trong số ít diễn viên nhận được hai đề cử diễn xuất trong cùng một năm.
Bà sinh con gái đầu lòng là Charlotte Simpson (ngày 13 tháng 4 năm 1990), rút khỏi ngành công nghiệp điện ảnh trong một vài năm và dành sự tập trung vào gia đình. Bà trở lại màn ảnh trong Alien 3 (1992) và một bộ phim của Ridley Scott 1492: Conquest of Paradise (1992), trong phim bà diễn xuất nhân vật Queen Isabella. Trong những năm đầu thập niên 1990, Weaver xuất hiện trong một vài bộ phim bao gồm Dave cùng với Kevin Kline với Frank Langella. Trong năm 1994, bà diễn xuất trong bộ phim chính kịch của Roman Polanski Death and the Maiden trong vai Paulina Escobar. Bà đóng vai nhà tâm lí học tội phạm nghiên cứu chứng sợ khoảng không rộng Helen Hudson trong bộ phim Copycat (1995). Weaver cũng dành sự tập trung vào những vai diễn nhỏ hơn và vai diễn phụ trong suốt thập kỉ như Jeffrey (1994), Ang Lee's The Ice Storm (1997), giúp bà thu về một đề cử Giải Quả Cầu Vàng cho vai nữ phụ xuất sắc nhất và thắng một giải BFTA, theo sau đó Galaxy Quest (1999), và A Map of the World (1999) giúp bà có thêm một đề cử Giải Quả Cầu Vàng hạng mục nữ chính xuất sắc nhất.
Năm 2001, bà xuất hiện trong bộ phim hài heartbreakers diễn vai chính một nữ nghệ sĩ cùng với Jennifer Love Hewitt, Ray Liotta, Gene Hackman and Anne Bancroft. Trong suốt thập niên bà xuất hiện trong một số bộ phim bao gồm Holes (2003), bộ phim kinh dị của M. Night Shyamalan The Village(2004), Vantage Point (2008), and Baby Mama (2008). Weaver cũng trở lại Rwanda cho chương trình đặc biệt của đài BBC Gorillas Revisited. Bà được bình chọn xếp thứ 20 trong bảng xếp hạng đếm ngược của đài Channel4 100 ngôi sao điện ảnh vĩ đại nhất mọi thời đại, trở thành một trong hai phụ nữ duy nhất đứng trong top 20(người còn lại là Audrey Hepburn).
Năm 2009, bà đóng vai Mary Griffith trong bộ phim chiếu trên TV đầu tiên của mình, Prayers for Bobby, với bộ phim bà được đề cử một giải Emmy, Giải Quả cầu vàng, và Giải thưởng của hiệp hội diễn viên màn ảnh. Bà cũng xuất hiện như một khách mời hiếm hoi trên TV trong một tập của series truyền hình Eli Stone vào mùa thu 2008. Bà gặp lại đạo diễn phim Aliens (1986) James Cameron trong bộ phim của ông Avatar (2009), theo đó bà diễn một vai quan trọng là Dr. Grace Augustine, người đứng đầu chương trình AVTR (avatar) trên mặt trăng giả tưởng trong bộ phim.
Weaver đã tham gia lồng tiếng trên truyền hình và phim. Bà có một vai diễn khách mời trong tập phim "Love and Rocket" của Futurama vào tháng 2 năm 2002, đóng vai người phụ nữ Planet Express Ship. Năm 2006, bà là người dẫn truyện cho phiên bản Mỹ của series đạt giải Emmy Planet Earth. Năm 2006, bà cũng dẫn truyện cho A Matter of Degrees, một bộ phim ngắn được phát hàng ngày tại bảo tàng lịch sử tự nhiên của Adirondacks ở Tupper Lake, New York.
Năm 2008, Weaver được tuyển chọn lồng tiếng giọng nói của máy tính của phi thuyền trong bộ tác phẩm của hãng Pixar và Disney, Wall-E. Bà cũng góp giọng trong vai trò dẫn chuyện trong một bộ phim hoạt hình vi tính khác, The Tale of Despereaux (2008), dựa trên tiểu thuyết của Kate DiCamillo.
Weaver đã dẫn chương trình 2 tập trong series truyền hình dài kỳ Saturday Night Live: 1 lần là màn ra mắt mùa thứ 12 năm 1986, và lần nữa, trong một tập của mùa thứ 35 vào tháng 1 năm 2010. Tháng 3 2010, bà được chọn lựa cho vai chính Nữ hoàng của Ma Cà Rồng trong phim của Amy Heckerling Vamps. Bà được vinh danh tại  2010 Scream Awards với giải thưởng The Heroine Award tri ân những đóng góp của bà trong những bộ phim khoa học viễn tưởng, kinh dị và viễn tưởng.
Tháng 5 2010, có báo cáo rằng Weaver đã được tuyển chọn cho vai chính Margaret Matheson trong bộ phim cảm động Tây Ban Nha Red Lights.
Tháng 9 2011, Weaver được xác nhận sẽ trở lại trong Avatar 2, với phát biểu của James Cameron rằng "không ai là thực sự chết trong phim khoa học viễn tưởng". Năm 2014, ông tiết lộ rằng bà sẽ được tham gia trong cả ba phần tiếp theo.
Năm 2014, Weaver trở lại vai diễn Ripley lần đầu tiên trong 17 năm với việc lồng tiếng nhân vật này trong video game Alien: Isolation. Nhân vật của bà sẽ xuất hiện trong 2 tệp tin có thể tải về, được đặt trong bối cảnh các sự kiện diễn ra trong suốt bộ phim Alien, với hầu hết các diễn viên gốc đều góp giọng cho chính nhân mật của họ.
Weaver xuất hiện trong bộ phim Exodus: Gods and Kings (2014) trong vai Tuya, đạo diễn bởi Ridley Scott, cùng với Christian Bale, Joel Edgerton và Ben Kingsley.
Năm 2015, bà đồng diễn xuất trong bộ phim khoa học viễn tưởng của Neill Blomkamp Chappie, và khẳng định rằng bà sẽ đồng ý xuất hiện trong một phần tiếp phim Alien, với điều kiện là Blomkamp đạo diễn.
Ngày 18 tháng 2 năm 2015, phần tiếp theo của Alien chính thức được thực hiện, với Blomkamp được tuyên bố sẽ đạo diễn. Vào ngày 25 tháng 2 năm 2015, Weaver xác nhận bà sẽ trở lại vai Ellen Ripley trong bộ phim Alien mới. Ngày 21 tháng 1 năm 2017, phản hồi một câu hỏi của người hâm mộ trên twitter rằng Những cơ hội nào của dự án Alien của ông thực sự được thực hiện, Blomkamp trả lời "mong manh".

## Đời tư
Sigourney Weaver đã kết hôn với đạo diễn sân khấu, Jim Simpson từ ngày 1 tháng 10 năm 1984. Họ có một con gái, Charlotte Simpson (sinh ngày 13 tháng 4 năm 1990).
Sau khi thực hiện Gorillas in the Mist: The Story of Dian Fossey, bà trở thành người ủng hộ của quỹ The Dian Fossey Gorilla Fund và bây giờ là nữ chủ tịch danh dự của quỹ này. Bà được vinh danh bởi câu lạc bộ các nhà thám hiểm vì những đóng góp của mình. Weaver được xem như là một nhà môi trường học.
Vào tháng 10 năm 2006, bà thu hút sự chú ý của quốc tế thông qua một cuộc họp báo ngay khi bắt đầu thảo luận chính sách của Đại hội đồng LHQ. Bà đã vạch ra mối đe dọa rộng lớn đễn các môi trường sống của đại dương do đánh cá sâu, một phương pháp đánh bắt cá công nghiệp.
Vào ngày 8 tháng 4 năm 2008, bà đã tổ chức buổi tiệc hàng năm của chương trình Trickle Up, một tổ chức phi lợi nhuận tập trung thành phần những người đói nghèo cùng cực, chủ yếu là phụ nữ và người tàn tật, trong phòng Cầu Vồng.
Bà là một người bạn lâu năm của Jamie Lee Curtis, người cùng tham gia với bà khi bà đóng vai chính trong bộ phim hài lãng mạn You Again (2010). Trong một cuộc phỏng vấn chung năm 2015, Curtis thừa nhận với Weaver rằng bà chưa bao giờ xem hết bộ phim Alien bởi vì bà quá sợ hãi.

## Danh mục phim

### Điện ảnh
| Năm  | Tên phim                                       | Vai                                         | Đạo diễn                      | ghi chú              |
| ---- | ---------------------------------------------- | ------------------------------------------- | ----------------------------- | -------------------- |
| 1977 | Annie Hall                                     | Alvy's Date Outside Theatre                 | Woody Allen                   |                      |
| 1978 | Madman                                         |                                             | Dan Cohen                     |                      |
| 1979 | Alien                                          | Ellen Ripley                                | Ridley Scott                  |                      |
| 1981 | Eyewitness                                     | Tony Sokolow                                | Peter Yates                   |                      |
| 1982 | The Year of Living Dangerously                 | Jilly Bryant                                | Peter Weir                    |                      |
| 1983 | Deal of the Century                            | Catherine DeVoto                            | William Friedkin              |                      |
| 1984 | Biệt đội săn ma                                | Dana Barrett                                | Ivan Reitman                  |                      |
| 1985 | One Woman or Two                               | Jessica Fitzgerald                          | Daniel Vigne                  | Vai tiếng Pháp       |
| 1986 | Half Moon Street                               | Dr. Lauren Slaughter                        | Bob Swaim                     |                      |
| 1986 | Aliens                                         | Ellen Ripley                                | James Cameron                 |                      |
| 1988 | Gorillas in the Mist: The Story of Dian Fossey | Dian Fossey                                 | Michael Apted                 |                      |
| 1988 | Working Girl                                   | Katharine Parker                            | Mike Nichols                  |                      |
| 1989 | Biệt đội săn ma II                             | Dana Barrett                                | Ivan Reitman                  |                      |
| 1992 | The Snow Queen                                 | The Narrator (lồng tiếng)                   |                               | Phim ngắn            |
| 1992 | Alien 3                                        | Ellen Ripley                                | David Fincher                 | Đồng sản xuất        |
| 1992 | 1492: Conquest of Paradise                     | Queen Isabella                              | Ridley Scott                  |                      |
| 1993 | Rabbit Ears: Peachboy                          | The Narrator                                |                               | Phim ngắn Lồng tiếng |
| 1993 | Dave                                           | Ellen Mitchell                              | Ivan Reitman                  |                      |
| 1994 | The Wild Swans                                 | The Narrator                                |                               | Phim ngắn Lồng tiếng |
| 1994 | Death and the Maiden                           | Paulina Escobar                             | Roman Polanski                |                      |
| 1995 | Copycat                                        | Helen Hudson                                | Jon Amiel                     |                      |
| 1995 | Jeffrey                                        | Debra Moorhouse                             | Christopher Ashley            |                      |
| 1997 | The Ice Storm                                  | Janey Carver                                | Lý An                         |                      |
| 1997 | Alien: Resurrection                            | Ellen Ripley                                | Jean-Pierre Jeunet            | Đồng sản xuất        |
| 1999 | A Map of the World                             | Alice Goodwin                               | Scott Eliott                  |                      |
| 1999 | Galaxy Quest                                   | Gwen DeMarco/Lieutenant Tawny Madison       | Dean Parisot                  |                      |
| 2000 | Company Man                                    | Daisy Quimp                                 | Peter Askin & Douglas McGrath |                      |
| 2001 | Heartbreakers                                  | Angela Nardino / Max Conners / Olga Ivanova | David Mirkin                  |                      |
| 2001 | Big Bad Love                                   | Betti DeLoreo                               | Arliss Howard                 | Lồng tiếng           |
| 2002 | Tadpole                                        | Eve Grubman                                 | Gary Winick                   |                      |
| 2002 | The Guys                                       | Joan                                        | Jim Simpson                   |                      |
| 2003 | Holes                                          | Lou Walker The Warden                       | Andrew Davis                  |                      |
| 2004 | Imaginary Heroes                               | Sandy Travis                                | Dan Harris                    |                      |
| 2004 | The Village                                    | Alice Hunt                                  | M. Night Shyamalan            |                      |
| 2006 | Snow Cake                                      | Linda Freeman                               | Marc Evans                    |                      |
| 2006 | The TV Set                                     | Lenny                                       | Jake Kasdan                   |                      |
| 2006 | Infamous                                       | Babe Paley                                  | Douglas McGrath               |                      |
| 2007 | Happily N'Ever After                           | Frieda                                      | Paul J. Bolger                | Voice role           |
| 2007 | The Girl in the Park                           | Julia Sandburg                              | David Auburn                  |                      |
| 2008 | Vantage Point                                  | Rex Brooks                                  | Pete Travis                   |                      |
| 2008 | Be Kind Rewind                                 | Ms. Lawson                                  | Michel Gondry                 |                      |
| 2008 | Baby Mama                                      | Chaffee Bicknell                            | Michael McCullers             |                      |
| 2008 | WALL•E                                         | Computer                                    | Andrew Stanton                | Lồng tiếng           |
| 2008 | The Tale of Despereaux                         | The Narrator                                | Sam Fell & Robert Stevenhagen | Lồng tiếng           |
| 2009 | Avatar                                         | Tiến sĩ Grace Augustine                     | James Cameron                 |                      |
| 2010 | Crazy on the Outside                           | Vicky Zelda                                 | Tim Allen                     |                      |
| 2010 | You Again                                      | Ramona Clark                                | Andy Fickman                  |                      |
| 2011 | Cedar Rapids                                   | Marcy Vanderhei                             | Miguel Arteta                 |                      |
| 2011 | Paul                                           | "The Big Guy"                               | Greg Mottola                  |                      |
| 2011 | Abduction                                      | Dr. Geraldine "Geri" Bennett                | John Singleton                |                      |
| 2011 | Rampart                                        | Joan Confrey                                | Oren Moverman                 |                      |
| 2012 | The Cabin in the Woods                         | The Director                                | Drew Goddard                  |                      |
| 2012 | Red Lights                                     | Margaret Matheson                           | Rodrigo Cortés                |                      |
| 2012 | The Cold Light of Day                          | Jean Carrack                                | Mabrouk El Mechri             |                      |
| 2012 | Vamps                                          | Cisserus                                    | Amy Heckerling                |                      |
| 2014 | Exodus: Gods and Kings                         | Tuya                                        | Ridley Scott                  |                      |
| 2015 | Chappie                                        | Michelle Bradley                            | Neil Blomkamp                 |                      |
| 2016 | Finding Dory                                   | Chính cô                                    | Andrew Stanton                | Lồng tiếng           |
| 2016 | Ghostbusters                                   | Rebecca Gorin                               | Paul Feig                     | Cameo                |
| 2016 | A Monster Calls                                | Grandma                                     | J. A. Bayona                  |                      |
| 2016 | The Assignment                                 | Dr. Rachel Kay                              | Walter Hill                   |                      |

### Truyền hình
| Năm  | Tên chương trình                             | Vai                            | Ghi chú |
| ---- | -------------------------------------------- | ------------------------------ | --- |
| 1976 | Somerset                                     | Avis Ryan                      | 1 tập |
| 1977 | The Best of Families                         | Laura Wheeler                  | Miniseries |
| 1979 | 3 by Cheever: The Sorrows of Gin             | Marcia Lawton                  | Miniseries; tập 1 & 2                                                                                           |
| 1986 | Saturday Night Live                          | Dẫn chương trình               | Ngày phát sóng gốc: 11 tháng 10 năm 1986 (Mùa 12, Tập 1); Chính cô dẫn chương trình / Various / Zuul / Ripley   |
| 1997 | Snow White: A Tale of Terror                 | Lady Claudia Hoffman           | Phim ban đầu được dự kiến công chiếu tại rạp nhưng cuối cùng ra mắt trên Showtime tại Hoa Kỳ                    |
| 2002 | Futurama                                     | The Female Planet Express Ship | Tập: "Love and Rocket"; lồng tiếng                                                                              |
| 2008 | Eli Stone                                    | Therapist                      | Tập: "The Path"                                                                                                 |
| 2009 | Prayers for Bobby                            | Mary Griffith                  | TV movie |
| 2010 | Saturday Night Live                          | Host                           | Ngày phát sóng gốc: 16 tháng 10 năm 2010 (Mùa 35, Tập 12); Chính cô dẫn chương trình / Ripley / Grace / Various |
| 2012 | Political Animals                            | Elaine Barrish                 | Miniseries (6 episodes)                                                                                         |
| 2012 | My Depression (The Up and Down and Up of It) |                                | Hoạt hình TV Movie dựa trên My Depression: A Picture Book của Elizabeth Swados; lồng tiếng                      |
| 2015 | Penn Zero: Part-Time Hero                    | Lady Starblaster               | Tập: "Lady Starblaster"; lồng tiếng                                                                             |
| 2015 | Doc Martin                                   | Beth Traywick                  | Tập: "Facta Non Verba"; cameo                                                                                   |
| 2016 | Years of Living Dangerously                  | Chính cô                       | Tập: "Uprising"                                                                                                 |
| 2017 | The Defenders                                | Alexandra                      | Hậu kì |

### Phim tài liệu
| Năm  | Chương trình                                               | Vai          | Ghi chú                |
| ---- | ---------------------------------------------------------- | ------------ | ---------------------- |
| 1989 | Helmut Newton: Frames from the Edge                        | Chính cô     |                        |
| 1999 | Why Dogs Smile & Chimpanzees Cry                           | The Narrator | Chỉ lồng tiếng         |
| 2001 | The Roman Empire In The First Century                      | The Narrator | Chỉ lồng tiếng         |
| 2003 | National Geographic Specials: The Lost Film of Dian Fossey | The Narrator | Chỉ lồng tiếng         |
| 2003 | Search for the Afghan Girl                                 | The Narrator | Chỉ lồng tiếng         |
| 2006 | Planet Earth                                               | The Narrator | Chỉ lồng tiếng         |
| 2006 | Gorillas Revisited                                         | Chính cô     | BBC sản xuất           |
| 2009 | ACID TEST: The Global Challenge of Ocean Acidification     | The Narrator | Lồng tiếng và hình ảnh |
| 2015 | Ingrid Bergman: In Her Own Words                           | Chính cô     |                        |
| 2016 | The Beatles: Eight Days a Week                             | Chính cô     |                        |
| 2017 | Laddie: The Man Behind the Movies                          | Chính cô     |                        |

### Video game
| Năm  | Tên video game                   | Vai                     | Ghi chú                                                                   |
| ---- | -------------------------------- | ----------------------- | ------------------------------------------------------------------------- |
| 2009 | James Cameron's Avatar: The Game | Tiến sĩ Grace Augustine | phiên bản Xbox 360/PS3/Wii                                                |
| 2014 | Alien: Isolation                 | Ellen Ripley            | Vai lồng tiếng; vai chính trong "Crew Expendable" và "Last Survivor" DLCs |
| 2015 | Lego Dimensions                  | Dana Barrett            | Tiếng trong quá khứ                                                       |

### Sách nói
| Năm  | Tiêu đề        | Tác giả                | Nhà xuất bản                 |
| ---- | -------------- | ---------------------- | ---------------------------- |
| 1992 | The Snow Queen | -                      | Lightyear Entertainment, L.P |
| 1994 | Peachboy       | -                      | Rabbit Ears                  |
| 2007 | Little Bear    | Else Holmelund Minarik | HarperFestival               |

## Đĩa nhạc
| Năm  | Đĩa nhạc             | Bài hát thể hiện             |
| ---- | -------------------- | ---------------------------- |
| 1993 | Dave                 | "Tomorrow"                   |
| 2006 | Snow Cake            | "Deep in the Heart of Texas" |
| 2007 | The Girl in the Park | "Ooh Shoo Be Doo Be"         |